# Автобан A65 (Німеччина)
Федеральний автобан A65 (A65, нім. Bundesautobahn 65)  — федеральна автомагістраль у німецькій землі Рейнланд-Пфальц пролягає від Людвігсгафена через Нойштадт-ан-дер-Вайнштрассе та Ландау до Верт-ам-Райн, де вливається в B10, яка продовжується через Рейн до Карлсруе. Заплановане розширення маршруту від Канделя через Бієнвальд до французького кордону поблизу Лотербура з підключенням до французької автомагістралі A35 у напрямку Страсбурга було відхилено з причин збереження природи.
Майже 60-кілометровий відрізок автостради був побудований протягом 1970-х і 1980-х років, останній відрізок між Еденкобеном і Ландау був відкритий для руху в 1990 році. Окремі ділянки автобану на південь від Ландау не спроектовані відповідно до стандартів автобану, оскільки мають дуже вузьку середину та не мають жорсткого узбіччя.